# Полонія (Свідниця)
«Поло́нія» Сві́дниця (пол. Polonia Świdnica) — професіональний польський футбольний клуб з міста Свідниця.

## Історія
Колишні назви:
- 23.07.1945: КС [Клуб Спортовий] «Полонія» Свідниця (пол. KS [Клуб Sportowy] Polonia Świdnica)
- 1949: КС «Будовляні» Свідниця (пол. KS Budowlani Świdnica)
- 1951: ЗКС [Заводський Клуб Спортовий] «Колеяж» Свідниця (пол. ZKS [Zakładowy Клуб Sportowy] Kolejarz Świdnica)
- 1952: ЗКС «Сталь» Свідниця (пол. ZKS Stal Świdnica)
- 1953: МКС [Міжзаводський Клуб Спортовий] «Полонія» Свідниця (пол. MKS [Międzyzakładowy Klub Sportowy] Polonia Świdnica)
- 19??: МКС [Міський Клуб Спортовий] «Полонія» Свідниця (пол. MKS [Miejski Klub Sportowy] Polonia Świdnica)
- 01.07.2005: МКС «Полонія/Спарта» Свідниця (пол. MKS Polonia/Sparta Świdnica) (після злиття з ФК «Спарта» Свідниця)
- 08.08.2014: МКС «Полонія-Сталь» Свідниця (пол. MKS Polonia-Stal Świdnica) (після злиття з ФК «Сталь» Свідниця)

емблема клубу до 2005

Після Другої світової війни 23 липня 1945 року у Свідниці був організований клуб, який отримав назву «Клуб Спортовий „Полонія“».
З 1946 року «Полонія» Свідниця бере участь у польському чемпіонаті. Чемпіонат Польщі грали тоді кубковою системою. Клуб спочатку виграв путівку з району Вроцлавської Окружної Федерації Футболу, а потім програв в 1/16 фіналу чемпіонату Польщі. У чемпіонаті Польщі 1947 команда в попередньому раунді змагалася у Групі І, де зайняла 5 місце, але тільки клуби з перших 4 місць кваліфікувалися до новоствореної І ліги. У сезоні 1947/48 команда спочатку вийшла до відбіркового турніру, в якому посіла третє місце в групі III і отримала право грати в 1949 році в новоутвореній другій лізі (D2). У 1948 рішенням польських влад багато клубів розформовано і організовано галузеві клуби на зразок радянських команд. «Полонія» була приписана до будівельної промисловості і в 1949 перейменована на «Будовляні Свідниця». Після двох сезонів, проведених у другій лізі, в 1950 році зайняла 9-е місце і опустилася до регіональної ліги. У 1951 році клуб переведено до залізничної промисловості і називався «Колеяж Свідниця», а у 1952 році до металооброблюючої промисловості і називався «Сталь Свідниця». У 1953 році повернено історичну назву «Полонія Свідниця». У сезоні 1966/67 клуб здобув право грати в групі I (Сілезія) ІІІ ліги (D3), але зайняв спадкове 15-е місце і повернувся до регіонального турніру. Після довгої перерви, тільки в сезоні 1991/92 клуб знову грає в третій лізі, група VII (Нижня Сілезія), де він закінчив на високій третій позиції. Протягом наступних кількох сезонів, гравці боролися за підвищення до другої ліги і були близькі повторити успіх минулого. У сезоні 1997/98 команда зайняла 15-е місце в групі II (Нижня Сілезія) III ліги (Д3) і знову відправлена змагатися на регіональному рівні. На рубежі XX і XXI століття клуб переживав фінансові проблеми. У сезоні 2003/04 команда виграла групу Свідниця II класу B (D7), а в 2004/05 році зайняла 2-е місце в групі Валбжих II класу A (D6). Так як інший футбольний клуб з Свідниці «Спарта Свідниця» (заснований в 1995 році) грав у групі нижньосілезькій IV ліги (D4), Полонія вирішила підвищитися в класі шляхом об'єднання з ним. В результаті злиття 1 липня 2005 року, клуб перейменовано на «Полонія/Спарта» Свідниця. Клуб продовжував традиції Полонії (перше слово в назві клубу, дата створення і герб), хоча він грав замість «Спарти» в IV лізі. У сезоні 2007/08 команда виграла групу нижньосілезьку IV ліги, але в плей-офф до реорганізованої II ліги (Д3) зазнала поразки від Чарні Жагань (2:3, 1:2), в наступному сезоні 2008/09 зайняла друге місце в групі нижньосілезько-любуській III ліги, але в плей-офф до другої ліги, знову програла, цього разу мінімально з Заглембє Сосновець (0:0, 0:1). 8 серпня 2014  ще раз об'єдналися, цього разу з клубом з нижчої ліги «Сталь» Свідниця (заснований в 1986 р), який у минулому сезоні посів 8-е місце в групі Валбжих Окружної класи (D5). Після злиття клуб перейменовано на «Полонія-Сталь» Свідниця. Дата заснування - 1945 і герб клубу відображає продовження історії Полонії.

## Титули та досягнення
- II ліга (D2):[1]
  - 7 місце (1): 1949
- Кубок Польщі:[2]
  - 1/16 фіналу (1): 1950/1951
- Кубок Польщі Валбжиської Окружної Федерації Футболу:
  - володар (1): 1992/1993

## Відомі гравці
- Януш Голь
- Ярослав Лято
- Аркадіуш Пєх

У клубі грали українські футболісти Андрій Козаченко і Єгор Тарнов.

## Виноски
1. ↑  Kaczmarek, Michal; Dabrowski, Piotr (19 травня 2011). Poland – List of Champions. Rec.Sport.Soccer Statistics Foundation. Процитовано 22 липня 2011.
2. ↑  Mogielnicki, Pawel (2 червня 2010). Poland – List of Cup Finals. Rec.Sport.Soccer Statistics Foundation. Процитовано 22 липня 2011.